# Santa Claus Village
Santa Claus Village (Poblado de Papá Noel) es un parque temático localizado en las cercanías de Rovaniemi, en la provincia finlandesa de Laponia.
Se cree que Papá Noel (joulupukki en finés) es originario de Laponia. Santa Claus Village está considerado oficialmente el lugar de residencia de Papá Noel. El parque acoge cada año a miles de visitantes de países como el Reino Unido, Alemania, Rusia, Francia, Irlanda, China, Japón o India, haciendo de él el destino turístico más popular de Finlandia. En los últimos años, el número de turistas procedentes del continente americano ha aumentado significativamente, pese a que los turistas estadounidenses solo representaban el 4,7% del total de visitantes en 2005. En Norteamérica, la creencia más extendida es que Papá Noel vive en el Polo Norte donde, pese a no haber tierra firme, el hielo es lo suficientemente grueso como para caminar sobre él durante el invierno. Esta opinión es generalizada y ha sido reflejada en numerosas películas y anuncios publicitarios navideños. Sin embargo, en la mayoría de las culturas europeas, el lugar exacto de la residencia de Papá Noel no se establece de manera explícita.

## Ubicación y transporte
Santa Claus Village se encuentra a unos 8 km al noreste del centro de Rovaniemi y a 2 km del aeropuerto de la ciudad. Durante el período navideño, el número de vuelos diarios a Rovaniemi se triplica. La mayor parte de los turistas extranjeros hacen escala en el aeropuerto de Helsinki-Vantaa. Los horarios están organizados de tal manera que no transcurren más de 3 horas entre los vuelos. Asimismo, existen vuelos chárter directamente a Rovaniemi desde Suecia, el Reino Unido y otros países. Además, la compañía de bajo coste Ryanair ofrece vuelos a Tampere también con conexión a Rovaniemi.
El parque está comunicado con las principales ciudades de Finlandia por tren y autobús. La línea de autobús 8 conecta la estación de ferrocarril de Rovaniemi con Santa Claus Village. La duración del viaje es de unos 30 minutos.

## Historia
Eleanor Roosevelt, esposa del presidente norteamericano Franklin D. Roosevelt, visitó Rovaniemi en 1950, convirtiéndose así en la primera turista oficial de la región. Una pequeña cabaña se construyó en su honor, la "Cabaña de la Sra. Roosevelt", que todavía hoy se puede ver, junto a la Oficina de Correos de Papá Noel.
Santa Claus Village aparece en el primer episodio de la serie documental de la BBC Pole to Pole, presentada por Michael Palin.

## Lugares de interés

### El círculo polar ártico

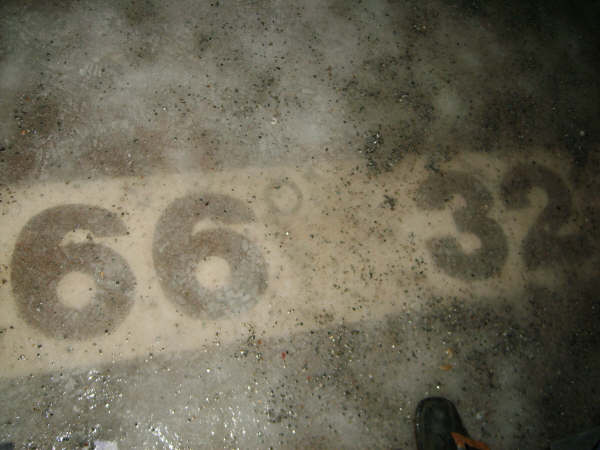
La línea del círculo polar ártico.

Santa Claus Village se sitúa sobre el círculo polar ártico, representado por una línea blanca que atraviesa el parque. Los visitantes entran oficialmente en el Ártico al cruzar dicha línea, que suele ser muy fotografiada por los turistas.

### Oficina de Correos de Papá Noel

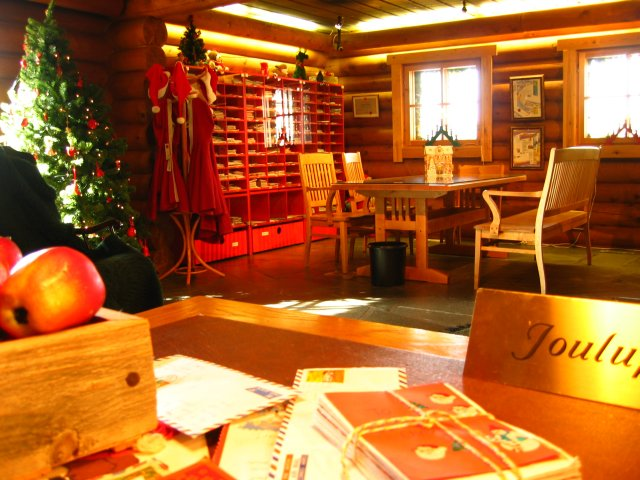
El interior de la Oficina de Correos de Papá Noel.

En la Oficina de Correos de Papá Noel se puede adquirir una amplia selección de objetos relacionados con la Navidad, postales navideñas y CD. Todas las cartas enviadas desde aquí llevan el matasellos especial de Papá Noel. Los visitantes también pueden decidir si desean que sus cartas sean enviadas en la próxima Navidad, independientemente de la fecha en la que estén visitando la oficina de correos.

### Despacho de Papá Noel
Ubicado en el edificio principal de Santa Claus Village, el despacho es el lugar en el que los visitantes pueden conocer a Papá Noel y fotografiarse junto a él. No obstante, cabe destacar que aunque el despacho esté abierto al público, Papá Noel no siempre se encuentra allí.

### Otros lugares de interés
En el parque hay restaurantes y tiendas que venden productos relacionados con Laponia o la figura de Papá Noel. En el edificio principal, además, se puede encontrar una tienda de Swarovski.

## Premios
Santa Park, construido en una cueva a 2 km de Santa Claus Village, fue premiado en 2007 por Topworld International y fue elegido el segundo mejor destino de aventura en Finlandia. En 2008, mantuvo este segundo puesto, a la espera de que los viajeros elijan mediante votación el próximo Top 10.